# Jon Dette
Jonathan Dette (San Diego, 19 aprile 1970) è un batterista statunitense di musica metal.

## Biografia
La sua attività musicale iniziò con gli Evildead, band thrash metal fondata intorno al 1987 e scioltasi nel 1993.
Dopo lo scioglimento, Jon entrò nei Testament, intraprendendo il tour di Low, in sostituzione di John Tempesta. Le sue performance vennero inserite nel disco dal vivo della band, Live at the Fillmore. Al termine del tour, Dette lasciò per motivi non chiariti i Testament, i quali lo rimpiazzarono con Gene Hoglan.
Nel 1996, Jon partecipò ad un'audizione per sostituire Paul Bostaph negli Slayer, il quale lasciò il gruppo dedicandosi al suo progetto "The Truth About Seafood". La scelta cadde su di lui e con il gruppo di Kerry King pubblica Undisputed Attitude nello stesso anno, un disco di cover hardcore punk.
Dopo l'uscita del disco, il gruppo partì per partecipare all'Ozzfest, il noto festival tributo a Ozzy Osbourne. Tutto sembrava a posto, ma all'improvviso gli Slayer licenziarono Dette per ragioni mai rese concrete, si suppone che egli abbia avuto degli screzi con il cantante/bassista Tom Araya.
Dopo la sua dipartita dagli Slayer, formò i Pushed assieme al bassista dei Testament Greg Christian.
Dal 2013 al 2015 ha suonato con gli Iced Earth.
Nel 2011 sostituirà il batterista degli Heathen durante il tour nordamericano della band.
Nel febbraio 2013, Dette è chiamato a sostituire Dave Lombardo negli Slayer per il tour australiano, quando lo storico batterista lascia il gruppo californiano per problemi di natura contrattuale 

## Discografia

### Con gli Impellitteri
- 2015 – Venom
- 2018 – The Nature of the Beast

### Con i Testament
- 1995 – Live at the Fillmore
- 2019 – Live at Dynamo Open Air 1997

### Altri
- 1994 – Evildead – Terror (demo)
- 1997 – Terror – Hijos de Los Cometas
- 2011 – Animetal USA – Animetal USA
- 2016 – Meshiaak – Alliance of Thieves
- 2020 – Heathen – Control By Chaos (Live At The Dynamo) (singolo)